# تصفيات بطولة أمم أوروبا 1992 المجموعة 1

ترتيب ونتائج المجموعة 1 من منافسات تصفيات بطولة أمم أوروبا لكرة القدم 1992.
تألفت المجموعة 1 من ألبانيا، تشيكوسلوفاكيا، فرنسا، آيسلندا وإسبانيا.

## الجدول النهائي
| فريق          | لعب | ف | ت | خ | له | عليه | ف. أ | نقاط |
| ------------- | --- | - | - | - | -- | ---- | ---- | ---- |
| فرنسا         | 8   | 8 | 0 | 0 | 20 | 6    | +14  | 16   |
| تشيكوسلوفاكيا | 8   | 5 | 0 | 3 | 12 | 9    | +3   | 10   |
| إسبانيا       | 7   | 3 | 0 | 4 | 17 | 12   | +5   | 6    |
| آيسلندا       | 8   | 2 | 0 | 6 | 7  | 10   | −3   | 4    |
| ألبانيا       | 7   | 1 | 0 | 6 | 2  | 21   | −19  | 2    |

|               | ألبانيا | تشيكوسلوفاكيا | فرنسا | آيسلندا | إسبانيا |
| ------------- | ------- | ------------- | ----- | ------- | ------- |
| ألبانيا       | –       | 0–2           | 0–1   | 1–0     | ألغيت   |
| تشيكوسلوفاكيا | 2–1     | –             | 1–2   | 1–0     | 3–2     |
| فرنسا         | 5–0     | 2–1           | –     | 3–1     | 3–1     |
| آيسلندا       | 2–0     | 0–1           | 1–2   | –       | 2–0     |
| إسبانيا       | 9–0     | 2–1           | 1–2   | 2–1     | –       |

## النتائج
| آيسلندا                                 | 2–0   | ألبانيا |
| --------------------------------------- | ----- | ------- |
| أرنور غوديونسن 41' · أتلي إدفالدسون 82' | تقرير |         |

| آيسلندا            | 1–2   | فرنسا                                  |
| ------------------ | ----- | -------------------------------------- |
| أتلي إدفالدسون 85' | تقرير | جان-بيير بابين 12' · إيريك كانتونا 74' |

| تشيكوسلوفاكيا     | 1–0   | آيسلندا |
| ----------------- | ----- | ------- |
| فاتسلاف دانيك 43' | تقرير |         |

| إسبانيا                                         | 2–1   | آيسلندا             |
| ----------------------------------------------- | ----- | ------------------- |
| إيميليو بوتراغينيو 44' · كارلوس مونيوز كوبو 63' | تقرير | سيغوردور يونسون 66' |

| فرنسا                   | 2–1   | تشيكوسلوفاكيا      |
| ----------------------- | ----- | ------------------ |
| جان-بيير بابين 60'، 83' | تقرير | توماش سكوهرافي 89' |

| تشيكوسلوفاكيا                                  | 3–2   | إسبانيا                                            |
| ---------------------------------------------- | ----- | -------------------------------------------------- |
| فاتسلاف دانيك 16'، 67' · لوبومير مورافتشيك 77' | تقرير | روبرتو فرنانديز بونيو 30' · كارلوس مونيوز كوبو 54' |

| ألبانيا | 0–1   | فرنسا          |
| ------- | ----- | -------------- |
|         | تقرير | باسيل بولي 25' |

| إسبانيا | 9–0   | ألبانيا |
| --- | ----- | ------- |
| غويليرمو أمور 21' · كارلوس مونيوز كوبو 24'، 65' · إيميليو بوتراغينيو 31'، 57'، 68'، 88' · فرناندو هييرو 40' · خوسيه ماري باكيرو 76' | تقرير |         |

| فرنسا                                                 | 3–1   | إسبانيا               |
| ----------------------------------------------------- | ----- | --------------------- |
| فرانك ساوزي 14' · جان-بيير بابين 58' · لوران بلان 76' | تقرير | خوسيه ماري باكيرو 10' |

| فرنسا                                                                           | 5–0   | ألبانيا |
| ------------------------------------------------------------------------------- | ----- | ------- |
| فرانك ساوزي 1'، 9' · جان-بيير بابين 33' (ركلة.)، 42' · حسين أزميجاني 81' (ه.ذ.) | تقرير |         |

| ألبانيا | 0–2   | تشيكوسلوفاكيا                   |
| ------- | ----- | ------------------------------- |
|         | تقرير | لوبوش كوبيك 25' · بافل كوكا 66' |

| ألبانيا          | 1–0   | آيسلندا |
| ---------------- | ----- | ------- |
| إدوارد أبازي 65' | تقرير |         |

| آيسلندا | 0–1   | تشيكوسلوفاكيا   |
| ------- | ----- | --------------- |
|         | تقرير | إيفان هاشيك 15' |

| تشيكوسلوفاكيا        | 1–2   | فرنسا                   |
| -------------------- | ----- | ----------------------- |
| فاتسلاف نيميتشيك 19' | تقرير | جان-بيير بابين 53'، 89' |

| آيسلندا                                        | 2–0   | إسبانيا |
| ---------------------------------------------- | ----- | ------- |
| ثورفالدور أورليغسون 71' · إيولفور سفيريسون 79' | تقرير |         |

| إسبانيا               | 1–2   | فرنسا                                  |
| --------------------- | ----- | -------------------------------------- |
| أبيلاردو فرنانديز 33' | تقرير | لويس فرنانديز 12' · جان بيير بابين 15' |

| تشيكوسلوفاكيا                     | 2–1   | ألبانيا           |
| --------------------------------- | ----- | ----------------- |
| بافل كوكا 35' · لودوفيت لانتش 39' | تقرير | حسين أزميجاني 60' |

| إسبانيا                                   | 2–1   | تشيكوسلوفاكيا        |
| ----------------------------------------- | ----- | -------------------- |
| أبيلاردو فرنانديز 10' · ميتشل 78' (ركلة.) | تقرير | فاتسلاف نيميتشيك 60' |

| فرنسا                                    | 3–1   | آيسلندا              |
| ---------------------------------------- | ----- | -------------------- |
| أمارا سيمبا 41' · إيريك كانتونا 59'، 67' | تقرير | إيولفور سفيريسون 70' |

| ألبانيا | ألغيت | إسبانيا |
| ------- | ----- | ------- |
|         | تقرير |         |

## الهداف
- جان-بيير بابين (فرنسا) – 9 أهداف